# Marino Defendi
Marino Defendi, född 19 augusti 1985, är en före detta fotbollsspelare som spelade i det italienska Serie B-laget AS Bari. Han kunde spela var som helst på anfallet.